# 요제프 사보우치크

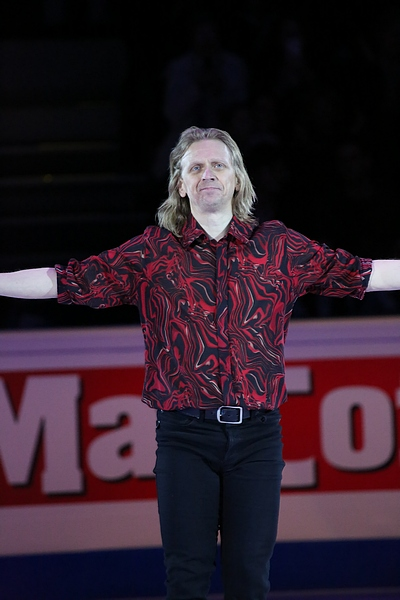

요제프 사보우치크(슬로바키아어: Jozef Sabovčík, 1963년 12월 4일 ~ )는 슬로바키아의 피겨 스케이팅 선수로 체코슬로바키아를 대표했다. 그는 1984년 동계 올림픽에서 동메달을 획득했다.

## 개인 생활
사보우치크는 1963년 12월 4일에 브라티슬라바에서 태어났다.

## 생애 및 선수 경력
사보우치크는 6세때 스케이트를 배우기 시작했다. 사보우치크는 1981년 스케이트 캐나다 국제 대회와 1982년 스케이트 아메리카에서 동메달을 획득했다. 그는 1983년 유럽 선수권 대회에서 은메달을 획득했다. 사보우치크는 사라예보에서 열린 1984년 동계 올림픽 전에 무릎 삼출이 있었다. 그는 스콧 해밀턴과 브라이언 오서에 이어 동메달을 획득했다. 사보우치크는 1986년 유럽 선수권 대회에서 쿼드와 토 루프를 착지했다.

## 참조
- Sabovcik, Jozef. Jumpin Joe: The Jozef Sabovcik Story. 1998.